# ادوارد برادوک
سرلشکر ادوارد برادوک (ژانویه ۱۶۹۵–۱۳ ژوئیه ۱۷۵۵) در جریان آغاز جنگ فرانسویان و سرخپوستان(۱۷۵۴–۱۷۷۵) که در کانا افسر و فرماندهٔ کل سیزده مستعمرهٔ انگلیس بود؛ و در اروپا و کانادا نیز به خاطر جنگ هفت ساله (۱۷۵۶–۱۷۶۳) شناخته شده‌است. او بیشتر به خاطر شکست فاجعه‌باری که در سال ۱۷۵۵ در درهٔ رودخانه اوهایو مقابل فرانسویان خورد، معروف است.

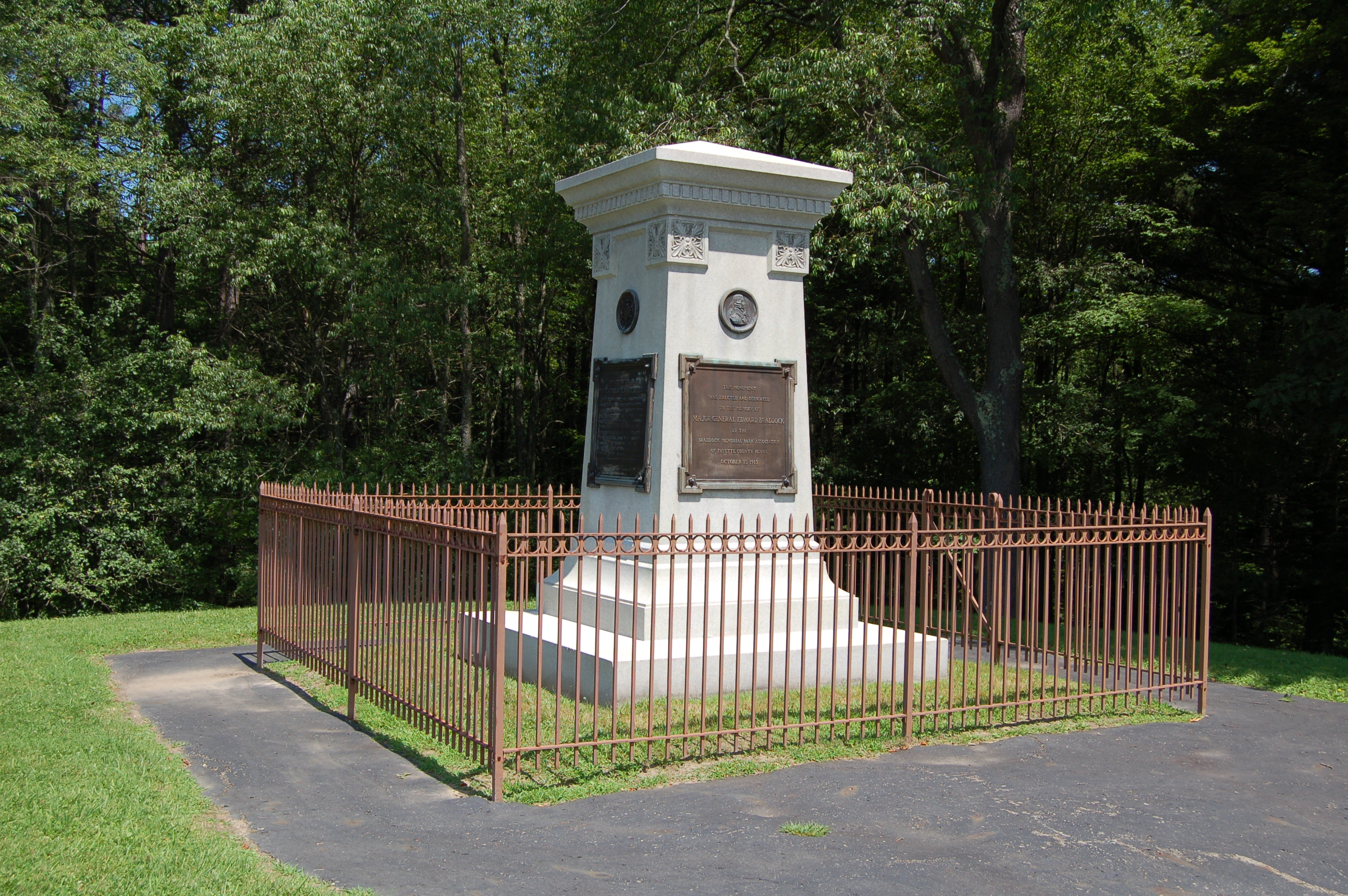
قبر ژنرال ادوارد بردوک

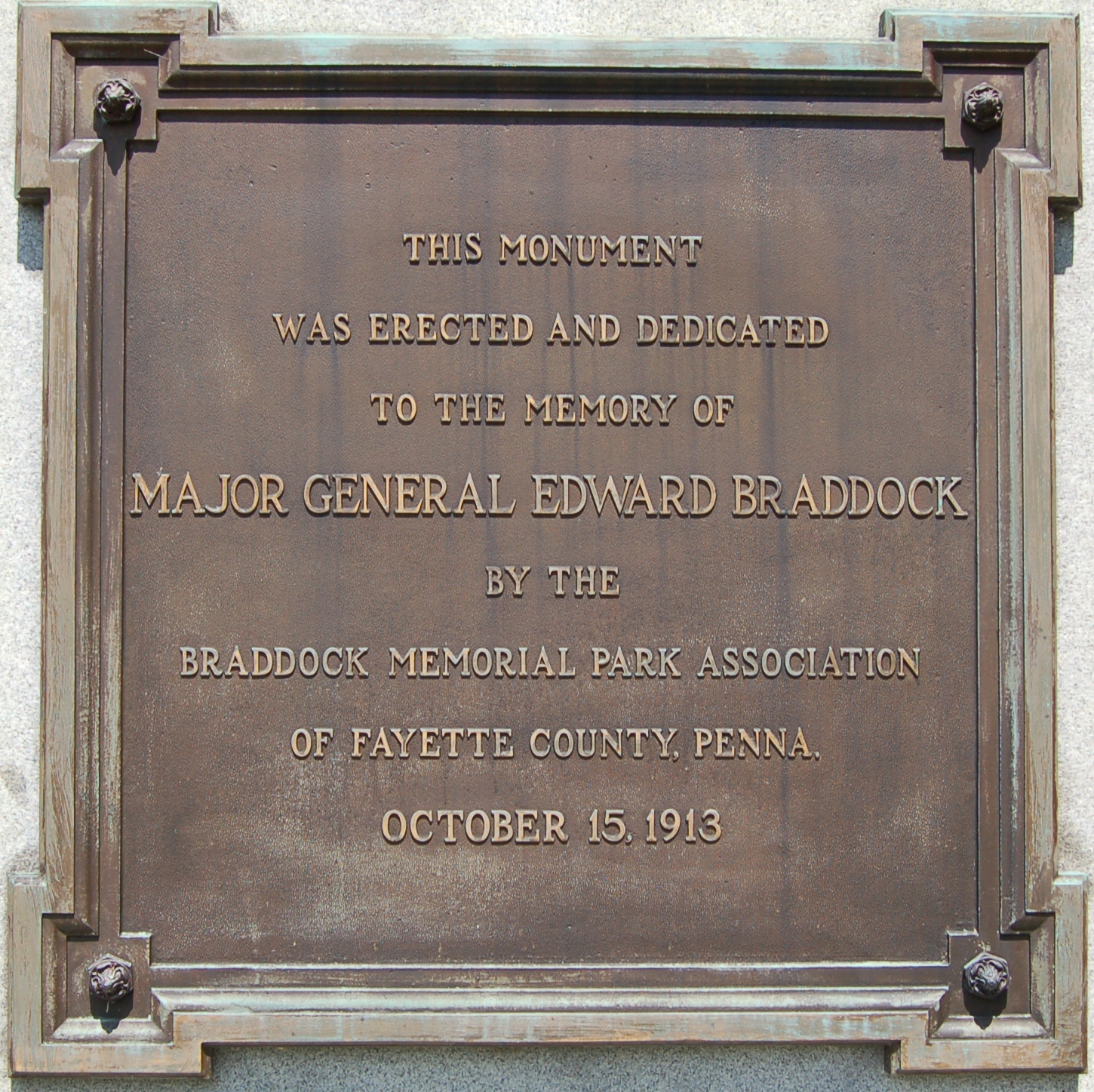
پلاک تقدیر

## در فرهنگ
- جنرال برادوک در اساسینز کرید ۳ به عنوان یک آنتاگونیست ظاهر می‌شود، جایی که جرج واشینگتن به عنوان یک افسر در جنگ فرانسویان و سرخپوستان، تحت فرماندهی او خدمت می‌کند.[۱] هیتام کنووی او را در جریان شکست رود اوهایو به قتل می‌رساند.[۲][۳]
- جنرال ادوارد برادوک در رمان افتتاحیه آتلانتیس که در ژانر تاریخ جایگزین توسط هری تورتلوو نوشته شده‌است، در بخش سوم و پایانی رمان ظاهر می‌شود.
- رابرت ماتزن کارگردانی، نویسندگی و تهیه کنندگی مستندی به نام واشینگتن، برادوک و ارتش محکوم را برعهده داشته که کمین ۲۵۰ سرباز فرانسوی و ۶۰۰ بومی آمریکایی برای برادوک را نشان می‌دهد.[۴]